# Andrzej Bławdzin
Andrzej Bławdzin (voivodato de Mazovia, Polonia; 19 de agosto de 1938-10 de abril de 2023) fue un ciclista de Polonia que compitió en los Juegos Olímpicos y ganó el Tour de Polonia de 1967.

## Carrera

### Equipo
Toda su carrera la tuvo con el LZS Mazowsze de 1961 a 1970, donde destacó en el Tour de Polonia que ganó en 1967; y ganó etapas en el Vuelta a Austria y el Tour del Porvenir de 1965, y en la Carrera de la Paz de 1967 y 1969.

### Juegos Olímpicos
Participó por primera vez en los Juegos Olímpicos de Tokio 1964 donde finalizó en la posición 77 en la prueba individual entre 132 ciclistas, mientras que en la prueba por equipo finalizó en el puesto 11 entre 33 equipos.
En los Juegos Olímpicos de México 1968 solo participó en la prueba por equipos donde terminó en sexto lugar.